# Johann Friedel (Brauereibesitzer)
Johann Friedel (geboren am 7. Mai 1856 in Oberkonnersreuth; gestorben am 5. Mai 1902 in Zschortau) war Brauereibesitzer und Mitglied des Deutschen Reichstags.

## Leben
Friedel besuchte erst die Volksschule in Oberkonnersreuth und dann von 1868 bis 1871 die Gewerbeschule in Bayreuth. Er erlernte die Bierbrauerei im Geschäft der Eltern und diente als Einjährig-Freiwilliger im 2. bayerischen Kürassier-Regiment von 1873 bis 1874. Er war in verschiedenen Brauereien in München tätig und leitete dann die Bierbrauerei seiner Eltern, welche er im Jahre 1884 auf eigene Rechnung übernahm. Weiter war er Mitglied des Distriktsrats Bayreuth seit 1886 und stellvertretender Landrat von 1888 bis 1893.  Außerdem war er Bezirks-Feuerwehr-Vertreter von 1883 bis 1893 und Stellvertreter des Bürgermeisters in Oberkonnersreuth seit 1886.

Ab 1893 war er Mitglied der bayerischen Abgeordnetenkammer und ab 6. März 1900 des Deutschen Reichstags für den Wahlkreis Oberfranken 2 (Bayreuth, Wunsiedel, Berneck) und die Nationalliberale Partei. Auf der Reise zu einer Reichstagssitzung entgleiste der Zug, den er nutzte, bei Zschortau.
 Johann Friedel verstarb an den Folgen des Unfalls.